# Грб Андоре
Грб Андоре је званични хералдички симбол Кнежевине Андоре.
Овај грб постоји већ вековима, а познат је по томе што наводно крши правило боје у хералдици (метал не сем на метал - горњи леви део грба).
У оваквом облику грб је званичан од 1969. године.
Испод штита налази се мото Андоре - Уједињена врлина је јача.
Делови штита су:
- Горњи леви део штита - бискупска митра - симбол ургелске бискупије
- Горњи десни део штита - три црвене вертикалне линије на златној позадини - симбол Фоа
- Доњи леви део штита - четири црвене линије на златној подлози - симбол Арагона
- Доњи десни део - две црвене краве у пролазу на златној подлози - симбол Беарна